# Centro Universitário Internacional
O Centro Universitário Internacional UNINTER é uma instituição privada de ensino superior com sede em Curitiba. É mantida pela Uninter Educacional S/A e tem como Presidente do Conselho de Administração o Prof. Me. Wilson Picler.

## História
O embrião da Uninter surge no ano de 1994, quando Wilson Picler, formado em Física pela Universidade Federal do Paraná, começa a realizar mestrado em Engenharia Biomédica na Universidade Estadual de Campinas. Neste período ele promove cursos de pós-graduação em parceria com as Faculdades Integradas Espírita de Curitiba.
A Uninter surge, efetivamente, como uma instituição organizada, em 1996, quando Wilson Picler, cria o Instituto Brasileiro de Pós-Graduação e Extensão (IBPEX), em Curitiba.
Em 1998, Wilson Picler fundou o CENECT - Centro Integrado de Educação, Ciência e Tecnologia, que, no ano 2000, consegue autorização do MEC para implantar a Faculdade Internacional de Curitiba (FACINTER). 
Inicialmente, a instituição ofertava cursos de graduação, na modalidade presencial, como Administração e suas habilitações, Ciência Política, Secretariado Executivo e Turismo.
No ano seguinte (2001), a Facinter foi credenciada para a oferta de cursos de pós-graduação stricto sensu em convênio com a Universidade Federal de Santa Maria (UFSM) e também na modalidade presencial. Ofertou-se uma turma especial do “Mestrado em Integração Latino Americana” com ênfase no Mercosul, com a UFSM na sede da Facinter em Curitiba.
A Facinter realizou, a seguir, em convênio com a Universidade Federal de Santa Catarina (UFSC), cursos de pós-graduação lato sensu em Gestão de Negócios e Direito Internacional, tendo também formado diversos docentes nesta área.
Em 2002, Wilson Picler cria a  Faculdade de Tecnologia de Internacional de Curitiba (FATEC Internacional), outra mantida pelo CENECT. A partir dai tem início a oferta de cursos superiores de tecnologia na modalidade presencial. Em 2006, a FATEC-Internacional e a Facinter ofertaram cursos superiores de tecnologia na modalidade a distância e licenciatura em Pedagogia.
Em 2014, a Uninter iniciou o programa de Mestrado Profissional na área de Educação e Novas Tecnologias.
Em 2015, a Uninter, em parceria com a Rede de Ensino Desportivo (REDE), lançou 19 cursos de pós-graduação a distância na área esportiva. A instituição nomeou o ex-jogador Pelé como embaixador da parceria.

## Estrutura

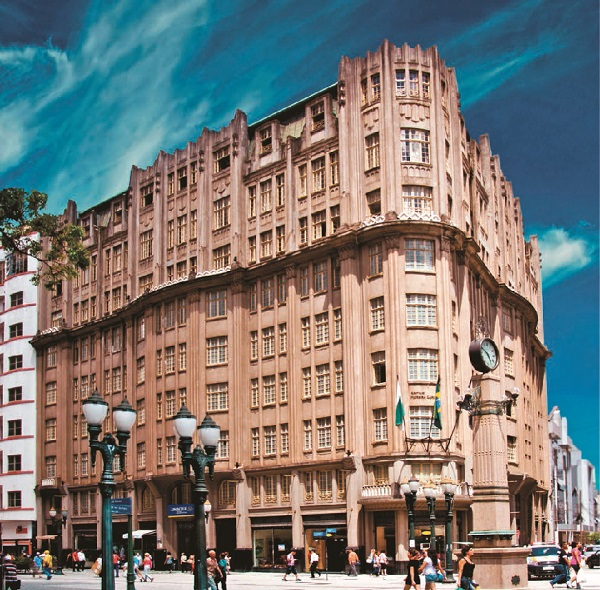
Campus Garcez

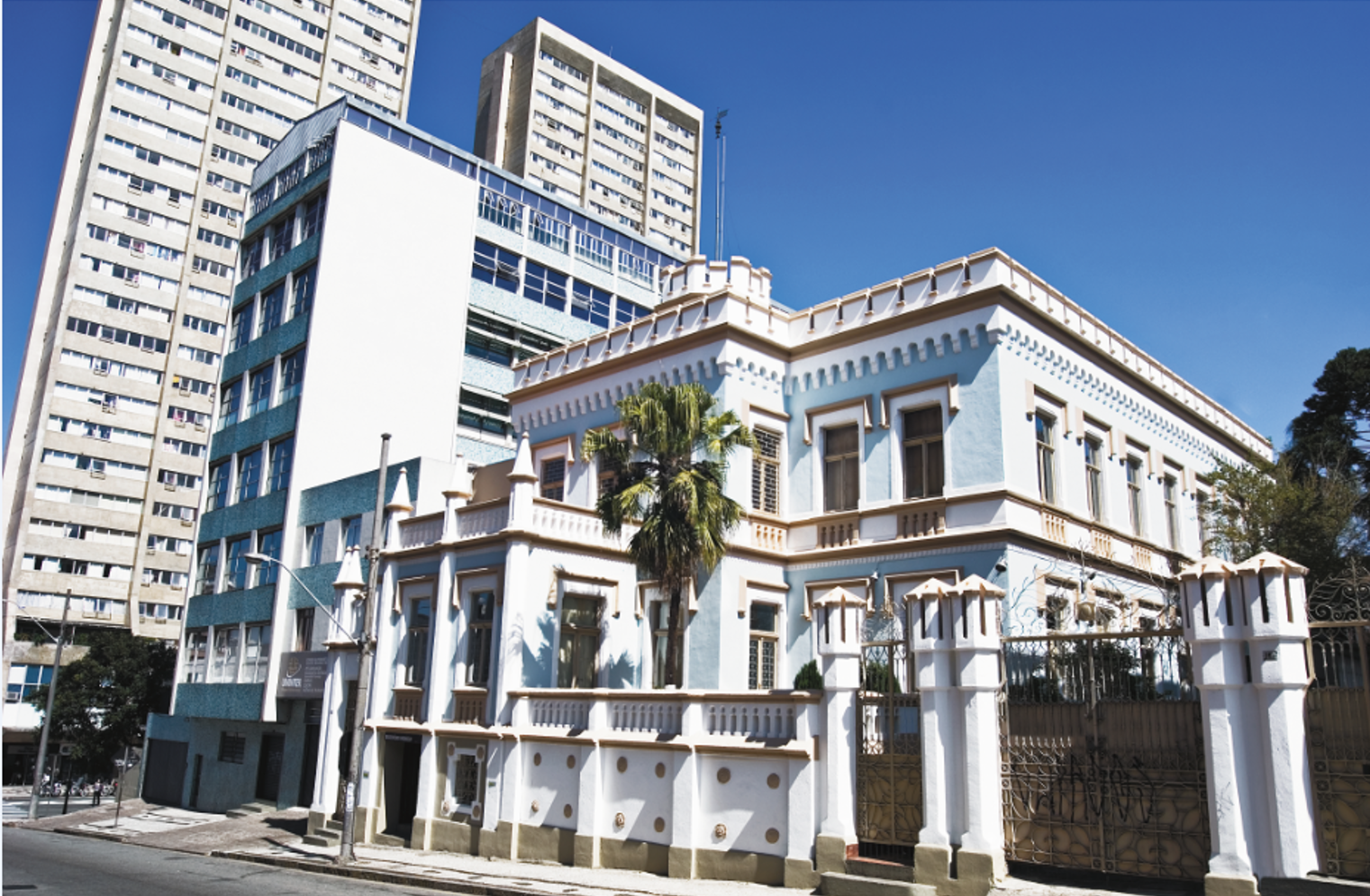
Campus Divina

A Uninter atualmente oferece cursos superiores de graduação, pós-graduação (lato e stricto sensu), cursos técnicos, de extensão, e ensino de jovens e adultos, EJA, nas modalidades presencial, a distância, e nas metodologias semipresencial, digital ao vivo e telepresencial. Possui 6 unidades e 2 campi em Curitiba, entre eles, Campus Divina Providência e Campus Garcez. 
No Brasil, possui 766 Polos de Apoio Presencial em mais de 700 cidades e, no exterior, são 9 polos nos Estados Unidos, 1 no Reino Unido, 2 no Japão, 2 em Portugal, 1 na Itália e 1 na Espanha.
A Uninter possui 16 estúdios onde são gravadas mais de 9 mil aulas por ano de graduação, pós-graduação, extensão e de cursos técnicos além de aulas ao vivo. 
A instituição possui 6 revistas acadêmicas produzidas pela Coordenação de Pesquisa e Publicações Acadêmicas da Pró-Reitoria de Pós-graduação e Pesquisa: a Revista Intersaberes, publicação na área da educação, a Revista Ius Gentium, publicação do curso de Direito, a Revista Saúde e Desenvolvimento, a Revista Meio Ambiente e Sustentabilidade, a Revista Organização Sistêmica, voltada para a área empresarial e a Revista Uninter de Comunicação, com pesquisas voltadas para a área de comunicação.

## Educação a distância
Em 2002, a Uninter iniciou o projeto de Educação a Distância (EAD), com cursos de especialização para professores e cursos técnicos no estado do Paraná. Em 2006, implementou suas primeiras graduações a distância (bacharelados, licenciaturas e tecnológicos) em todo o Brasil somando atualmente 244 cursos superiores, nas áreas de educação, negócios, gestão pública, jurídica e segurança, saúde e humanidades, politécnica e idiomas.
Entre os cursos de graduação disponíveis na modalidade a distância, nas diversas áreas, estão as engenharias com laboratórios físicos e simuladores de alta tecnologia.

## Reconhecimento
A Uninter, há alguns anos, tem sido classificada em  primeiro lugar no ranking nacional do Exame Nacional de Desempenho de Estudantes (ENADE) na modalidade de ensino à distância, segundo dados da Associação Brasileira dos Estudantes de Educação a Distância (ABE-EaD).
A Uninter recebeu o prêmio Índice das Marcas de Preferência e Afinidade Regional (IMPAR), como instituição de ensino preferida dos paranaenses no segmento de Educação a Distância em 2009 e novamente em 2014.
A instituição tem recebido nota máxima na pesquisa da Associação Brasileira dos Estudantes de Educação a Distância (ABE-EAD). A pesquisa é  realizada com alunos da EAD dos cursos de graduação de diversos estados do Brasil.
No ano de  2011, a instituição foi apontada pelo TOP Educação como uma das três melhores do segmento Instituição de Ensino de Pós-graduação e recebeu o prêmio Melhor Universidade no Sistema de Ensino para Rede Pública.
Em 2013, o curso de Jornalismo da Uninter foi premiado na categoria Jornal Laboratório Impresso da 18º Edição do Prêmio Sangue Novo do Jornalismo Paranaense, concurso promovido pelo Sindicato dos Jornalistas do Paraná (SINDIJOR-PR), e em outubro do mesmo ano, foi premiada no 13º CECOC e II Prêmio Artigos Científicos do Conselho Regional de Contabilidade do Paraná (CRC-PR).
Nos últimos cinco anos, dos 45 cursos superiores de graduação da Uninter, reconhecidos pelo MEC, 25 obtiveram o conceito máxima 5 (excelente) e 20 o conceito 4 (ótimo).  
De acordo com publicação do jornal Valor Econômico, por meio de estudos elaborados pela da Escola de Administração de Empresas da Fundação Getúlio Vargas (FGV-SP) e Serasa Experiance, a Uninter Educacional S/A, em 2020, ocupou o 2º lugar entre as 10 maiores instituições de ensino superior do Brasil. 
Por 14 vezes consecutivas, em 2023, a Uninter é vencedora do Prêmio Top Educação, da revista Educação, com circulação nacional. 
O Centro Universitário Uninter possui a nota 5 (máxima do MEC) em educação a distância, nota 5 como Centro Universitário, e nota 4 (ótimo), no IGC-Continuo do MEC.
Foi premiada como a Melhor Instituição de Educação a distância do Brasil, pela revista britânica, Corporate Vision. 
Em 2021, foi aclamada como a 5ª Melhor Empresa para Trabalhar (com mais de 1 mil funcionários) no Estado do Paraná, Prêmio Great Place Work, conforme publicação da Gazeta do Povo, Associação Brasileira de Recursos Humanos, Paraná, e Rede Paranaense de Comunicação, RPC.